# Кукушки археологически музей
Кукушкият археологически музей (на гръцки: Αρχαιολογικό Μουσείο Κιλκίς) е музей в южномакедонския град Кукуш (Килкис), Гърция.
Археологическият музей в Кукуш е открит през 1972 година, като целта му е да събира находки, предадени от частни лица и разкрити по време на разкопки в Кукушко. Находките са разположени в хронологичен ред и датират от неолитния до римския период, като произхождат от разкопки в Бела църква (Колхида), некропола в Женско (Палео Гинекокастро), археологическия обект в Либахово (Филирия) и други райони на Кукушко. Във входната зала са разположени праисторическите находки от разкопките в Чаушица и Боймица (Аксиохори), както и случайни находки (каменни статуетки и амулети) от Любетино (Педино), Саламаново (Галикос) и Боймица. В първата зала има находки от желязната епоха, най-важните от които са урните, бронзовите бижута и железните оръжия от некрепола в Женско. Във втората зала има скулптури, надписи и надгробни стелаи от класическия, елинистическия и римския период. Най-важните експонати са Куросът от Ашиклар (Европос), който представлява млад мъж и датира от VI век пр. Хр., както и четирите статуи от хероона в Сарайли (Палатиано) от II век. В залата има също глинени фигурки, съдове и някои забележителни бижута.
- Праисторически находки от Кукушко
- Четири статуи от хероона в Сарайли (Палатиано)
- Ашикларският курос (Европос)